# Isla Gull
La isla Gull (en inglés: Gull Island) es una de las islas Malvinas. Se encuentra al oeste de la isla Gran Malvina, más precisamente al norte de la isla San José, al sur de la isla Penn y la Baja, en la bahía de la Plata.